# Pseudagrion superbum
Pseudagrion superbum é uma espécie de libelinha da família Coenagrionidae.
É endémica de República Democrática do Congo.
Os seus habitats naturais são: rios. 